# دبابة خفيفة

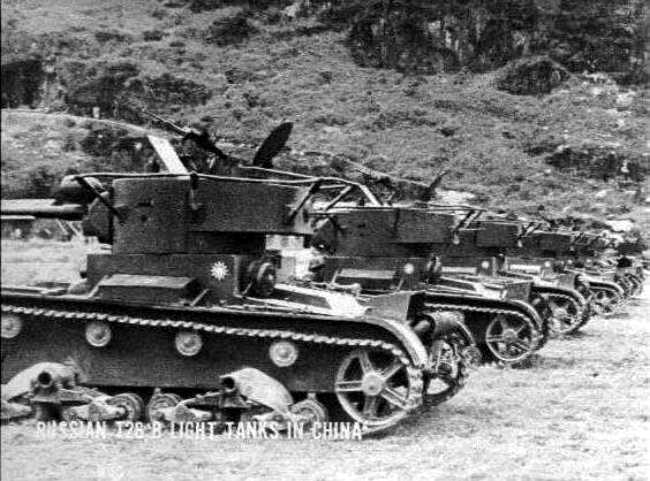
دبابات تي-26

دبابة خفيفة هي فئة من الدبابات تكون أكبر من دبابات التانكت وأصغر من الدبابات المتوسطة، وهي مصممة لتكون سريعة وخفيفة التدريع وغالبا ما يكون وزنها أقل من 10 أطنان. وهي نوع من الدبابات مصممة في البداية للتحرك السريع داخل وخارج القتال، للتفوق على الدبابات الأثقل. وهي أصغر حجماً وذات دروع أرق ومدفع رئيسي أقل قوة، وهي مصممة لتحسين الحركة التكتيكية وسهولة النقل والخدمات اللوجستية. وهي تُستخدم في المقام الأول في الفحص والاستطلاع المدرع والمناوشات والمراقبة المدفعية واستكمال عمليات الإنزال في دور الدعم الناري للقوات الاستكشافية حيث لا تتوفر الدبابات الأكبر والأثقل أو تواجه صعوبات في العمل بأمان أو بكفاءة.
كانت الدبابة الخفيفة السريعة سمة رئيسية من سمات تعزيزات الجيش قبل الحرب العالمية الثانية، حيث كان من المتوقع أن تُستخدم لاستغلال الاختراقات في خطوط العدو التي أحدثتها الدبابات الأبطأ والأثقل وزناً، بهدف تعطيل خطوط الاتصالات والإمداد. طُوّرت العديد من تصاميم الدبابات الصغيرة و«الدبابات الصغيرة» خلال هذه الفترة وعُرفت بأسماء مختلفة، بما في ذلك «السيارة القتالية».
كانت التصاميم المبكرة للدبابات الخفيفة أفضل تسليحاً وتدريعاً من الدبابات المدرعة بشكل عام، ولكنها استخدمت المسارات من أجل توفير قدرة أفضل على التنقل عبر البلاد. وقد كانت الدبابة الخفيفة واحدة من الدبابات القليلة التي نجت من تطوير دبابة القتال الرئيسية - التي جعلت التطورات التكنولوجية جميع أنواع الدبابات ذات الوزن السابق متقادمة - وشهدت استخداماً في مجموعة متنوعة من الأدوار بما في ذلك دعم القوات الخفيفة المحمولة جواً أو بريا والاستطلاع. وتضطلع مركبات القتال الخفيفة المعدلة بهذه الأدوار في العديد من الجيوش نظراً لتوفرها الفوري، وكبديل متعدد الاستخدامات أرخص ثمناً من تطوير دبابة خفيفة خالصة ونشرها في الميدان.

## أمثلة للدبابات خفيفة
- بانزر-1 دبابة ألمانية (5.4 طن)
- بانزر-2 دبابة ألمانية (7.2 طن)
- 38إم تولدي دبابة مجرية (8.5 طن)
- تي-26 دبابة سوفيتية (9.8 طن)
- 7 تي بي دبابة بولندية (9.9 طن)
- بانزر 35 دبابة تشيكوسلوفاكية (10.5 طن)
- رينو آر-35 دبابة فرنسية (10.6 طن).